# Георг Херман фон Лайнинген-Вестербург
Георг Херман фон Лайнинген-Вестербург (на немски: Georg Hermann zu Leiningen-Westerburg; * 21 март или 1 април 1679; † 3 януари или 4 февруари 1751 в Грюнщат, Бад Дюркхайм) е граф на Лайнинген-Вестербург-Монсхайм-Обригхайм (1728 – 1751) в Алтлайнинген, Бад Дюркхайм.
Той е най-възрастният син на граф Христоф Христиан фон Лайнинген-Вестербург (1656 – 1728) и съпругата му графиня Юлиана Елизабет фон Липе-Бистерфелд (1656 – 1739), дъщеря на граф Йобст Херман фон Липе-Бистерфелд (1625 – 1678) и съпругата му графиня Елизабет Юлиана фон Сайн-Витгенщайн-Хоенщайн]] (1634 – 1689). Брат е на Симон Кристоф (1680 – 1761) и Карл Кристиан (1686 – 1752).

## Фамилия
Георг Херман се жени на 26 февруари 1712 г. в Алвердисен, Детмолд, за графиня Августа Вилхелмина Филипина фон Шаумбург-Липе (* 15 юни 1693; † 29 април 1721), внучка на Филип I фон Шаумбург-Липе-Алвердисен († 1681), дъщеря на граф Филип Ернст I фон Липе-Алвердисен (1659 – 1723) и принцеса Доротея Амалия фон Шлезвиг-Холщайн-Зондербург-Бек (1656 – 1739). Бракът е бездетен.
Георг Херман се жени втори път на 24 декември 1724 г. за графиня и наследствената маршалка Шарлота Вилхелмина фон Папенхайм (* 5 юни 1708; † 10 януари 1792), дъщеря на граф Кристиан Ернст фон Папенхайм (1674 – 1721). Те имат децата:
- Кристиан Йохан (1730 – 1770), граф на Лайнинген-Вестербург в Алтлайнинген, женен на 5 декември 1754 г. за Кристиана Франциска Елеонора, вилд- и Рейнграфиня цу Грумбах, графиня фон Салм (1735 – 1809)
- Фридрих Карл Вилхелм (1734 – 1745)
- Кристиан Лудвиг Херман (1736 – 1761, убит)
- Доротея Юлиана София (1727 – 1757)
- Доротея Каролина Фридерика (1729 – 1731)